# Período Epiclásico mesoamericano

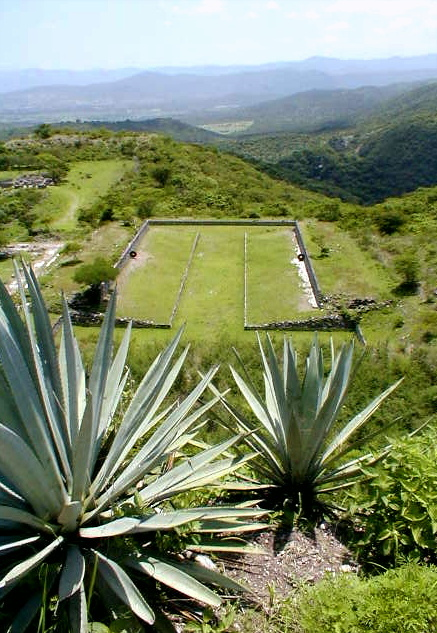
Juego de pelota en Xochicalco, Morelos, una de las urbes más desarrolladas del Epiclásico.

El periodo Epiclásico mesoamericano, Epiclásico o Clásico tardío es el comprendido entre los años 650 y el 850, en la transición entre el ocaso de Teotihuacán y las migraciones chichimecas al Altiplano central, con la posterior conformación de las sociedades del Posclásico.
El colapso de Teotihuacán y su sistema político, económico y cultural fue un hecho medular que repercutió definitivamente en Mesoamérica, rompiendo siglos de estabilidad política y originando sociedades hostiles e inestables antes controladas de forma directa o indirecta por los teotihuacanos y con conflictos entre sí, que crearon urbes de importancia singular y de hegemonía regional como Cholula, Xochicalco, Tula Chico, Cacaxtla-Xochitécatl, Teotenango, Cantona y una fase decadente de la propia Teotihuacán.
También, aunque tradicionalmente no se les considera dentro del desarrollo del epiclásico, por pertenecer a regiones más alejadas y de índole étnica diversa, influyeron en los procesos políticos del Altiplano central, Paquimé, La Quemada, Chapiteles, Ferrería, en el norte, la Tradición de Teuchitlán y Cañada de la Virgen en el occidente, Tamtoc y Tajín en la Costa del Golfo

## Características generales del Epiclásico
La desintegración del sistema teotihuacano trastocó todos los órdenes, derivando en inestabilidad generalizada en la hegemonía política, económica y cultural que ejercía sobre un buen número de sociedades del Clásico, causando fuertes movimientos demográficos que originaron múltiples centros de poder regional que controlaron unidades políticas menores.
Dicha fragmentación repercute en las sociedades hondamente lo que se evidencia en los cambios arquitectónicos hacia sitios fortificados y en zonas potencialmente defensivas como montañas que permitían una visión íntegra del valle donde se asentaban como Xochicalco. También inicia el uso de iconografía bélica como en Cacaxtla. El periodo intermedio del Epiclásico creó sociedades poderosas regionales que continuaron muchas pautas establecidas en el Clásico y reforzadas en el Posclásico. El poder sacerdotal ejercido hasta entonces fue sustituido gradualmente por élites militares.
En este periodo se difunde y produce extensivamente la cerámica de tipo Coyotlatelco.

## El términoEpiclásico
En 1930 el investigador Wigberto Jiménez Moreno propuso destacar la trascendencia histórica del periodo posterior a la caída de Teotihuacán que por un lado, rompe con la tradición del Clásico y configuró las características de las sociedades posclásicas, con el término Epiclásico en sustitución del llamado hasta entonces Clásico tardío, que había sido unánimemente aceptado por los mesoamericanistas como un lapso de la historia de Mesoamérica con poca claridad histórica y turbulencia política. Etimológicamente, el término viene de los términos epi- griego: 'sobre', 'en' y -clásico; por lo tanto se traduciría ''sobre el clásico''.